# الألعاب الأولمبية الصيفية للصم 2017
الألعاب الأولمبية الصيفية للصم 2017 (بالتركية: 2017 Yaz İşitme Engelliler Olimpiyat Oyunları)‏، المعروف رسمياً باسم ديفلمبياد الصيف الثالث والعشرون (بالتركية: 23'üncü Yaz İşitme Engelliler Olimpiyat Oyunları)‏، كانت حدثاً رياضياً دولياً متعدد الرياضات أُقيم في سامسون، تركيا من 18 يوليو إلى 30 يوليو 2017. حيث تنافس 3,148 رياضي من 97 دولة في 18 رياضة تشمل 21 تخصصاً. وتحطم 86 رقماً قياسياً، منها 54 رقماً قياسياً عالمياً و32 رقماً قياسياً للألعاب الأولمبية للصم.
كان من المقرر في الأصل إقامة دورة الألعاب الأولمبية الصيفية للصم الثالثة والعشرون في الفترة من 6 إلى 18 أكتوبر 2016 في ريو دي جانيرو، ولكن تقرر إقامتها في 2017 بسبب جدول الألعاب الأولمبية الصيفية 2016.

## الرياضات
اشتملت دورة ديفلمبياد الصيف 2017 على 18 رياضة بما في ذلك رياضة الجولف التي شاركت لأول مرة.
- ألعاب قوى (43) (تفاصيل)
- كرة ريشة (6) (تفاصيل)
- كرة السلة (2) (تفاصيل)
- بولينج (12) (تفاصيل)
- سباق الدراجات الهوائية
  - ركوب الدراجات الجبلية (2)
  - سباق الدراجات على الطريق (8)
- كرة القدم (2) (تفاصيل)
- غولف (2) (تفاصيل)
- كرة اليد (1) (تفاصيل)
- جودو (17) (تفاصيل)
- كاراتيه (18) (تفاصيل)
- الملاحة (رياضة) (9) (تفاصيل)
- رماية (12) (تفاصيل)
- سباحة (40) (تفاصيل)
- كرة الطاولة (7) (تفاصيل)
- تايكوندو (13) (تفاصيل)
- كرة المضرب (5) (تفاصيل)
- الكرة الطائرة
  - الكرة الطائرة في الصالات (2)
  - الكرة الطائرة الشاطئية (2)
- مصارعة  (تفاصيل) 
  - المصارعة الحرة (8)
  - المصارعة اليونانية الرومانية (8)

## الملاعب
كان أكبر ملعب في الألعاب من حيث سعة المقاعد هو ملعب سامسون 19 مايو الذي يتسع لنحو 33,919 مقعداً، والذي كان بمثابة مكان للمراسم.
| الملعب                                                                         | الموقع              | الرياضة                |
| ------------------------------------------------------------------------------ | ------------------- | ---------------------- |
| ملعب إلكاديم لألعاب القوى                                                      | ملعب إلكاديم        | ألعاب القوى            |
| صالة بافرة الرياضية                                                            | بافرة               | كرة الريشة             |
| صالة بهاتن إكينجي الرياضية                                                     | تيكيكوي             | كرة السلة              |
| صالة يشار دوغو الرياضية                                                        | تيكيكوي             | كرة السلة، حفل الختام  |
| ملعب الكرة الطائرة الشاطئية في إلكاديم                                         | إلكاديم             | الكرة الطائرة الشاطئية |
| قاعة سامسون للبولينج                                                           | إلكاديم             | البولينغ               |
| منطقة 19 مايو                                                                  | أوندوكوزماي         | ركوب الدراجات          |
| ملعب جانق 19 مايو                                                              | جانق                | كرة القدم              |
| ملعب سامسون 19 مايو                                                            | تيكيكوي             | حفل الافتتاح           |
| ملعب تشارشمبا                                                                  | تشارشمبا            | كرة القدم              |
| ملعب بافرة                                                                     | بافرة               | كرة القدم              |
| ملعب سامسون للغولف                                                             | أتاكوم              | الجولف                 |
| صالة تشارشمبا الرياضية                                                         | تشارشمبا            | كرة اليد               |
| قاعة أتاتورك الرياضية                                                          | جانق                | الجودو                 |
| قاعة أتاتورك الرياضية                                                          | جانق                | الكاراتيه              |
| قاعة أتاتورك الرياضية                                                          | جانق                | التايكوندو             |
| مسار الدراجات الجبلية                                                          | جامعة أوندوكوز مايس | الدراجة الجبلية        |
| أماكن السباق الموجه: تيككوي، وسط المدينة، بايراكتيبي، كوكاداج، كابادوز، ينيكوي | سامسون              | السباق الموجه          |
| ميدان بافرة للرماية                                                            | بافرة               | الرماية                |
| حوض سباحة أتاكوم الأولمبي                                                      | أتاكوم              | السباحة                |
| صالة الرماية الرياضية                                                          | إلكاديم             | كرةالطاولة             |
| نادي سامسون للتنس                                                              | جانق                | التنس                  |
| صالة حسن دوغان الرياضية                                                        | جانق                | الكرة الطائرة          |
| صالة مصطفى داغيستانلي الرياضية                                                 | إلكاديم             | الكرة الطائرة          |
| صالة كافاك الرياضية                                                            | كافاك               | المصارعة               |

## الاتحادات الرياضية الوطنية للصم المشاركة

شعار دورة الألعاب الأولمبية الصيفية للصم 2016 التي كان من المقرر أن تستضيفها ريو دي جانيرو لكن المدينة انسحبت وتأجلت الدورة حتى 2017 في سامسون.

شارك في الألعاب ما مجموعه 97 اتحاد رياضي وطني للصم من جميع أنحاء العالم. شَكَل هذا أعلى عدد من الدول في أي دورة سابقة. شاركت أفغانستان والكاميرون وساحل العاج ومالي لأول مرة في الألعاب.
| الاتحادات الرياضية الوطنية للصم المشاركة |
| --- |
| - أفغانستان (5) - الجزائر (7) - الأرجنتين (38) - أرمينيا (10) - أستراليا (20) - النمسا (8) - أذربيجان (5) - بيلاروس (43) - بلجيكا (5) - البرازيل (101) - بلغاريا (20) - الكاميرون (4) - كندا (26) - تشيلي (3) - الصين (107) - ساحل العاج (4) - كولومبيا (19) - كرواتيا (37) - كوبا (5) - قبرص (1) - جمهورية التشيك (20) - الدنمارك (17) - الإكوادور (9) - مصر (22) - إستونيا (11) - إثيوبيا (2) - فنلندا (9) - فرنسا (45) - جورجيا (13) - ألمانيا (105) - غانا (10) - بريطانيا العظمى (62) - اليونان (54) - غواتيمالا (1) - هونغ كونغ (21) - المجر (27) - الهند (46) - إندونيسيا (7) - إيران (92) - العراق (4) - جزيرة أيرلندا (2) - إسرائيل (7) - إيطاليا (73) - اليابان (108) - كازاخستان (50) - كينيا (57) - كوريا الجنوبية (79) - قيرغيزستان (10) - لاتفيا (11) - ليبيا (6) - ليتوانيا (45) - ماليزيا (16) - مالي (6) - مالطا (1) - موريشيوس (3) - المكسيك (8) - مولدوفا (3) - منغوليا (14) - مقدونيا (4) - نيبال (3) - هولندا (9) - النرويج (7) - باكستان (11) - بولندا (98) - البرتغال (11) - روسيا (287) - السعودية (25) - سنغافورة (5) - سلوفاكيا (10) - سلوفينيا (14) - جنوب إفريقيا (4) - إسبانيا (18) - السويد (10) - سويسرا (7) - تايلاند (9) - تركيا (288) (المضيف) - تركمانستان (5) - تايبيه الصينية (61) - أوكرانيا (217) - الإمارات العربية المتحدة (8) - الولايات المتحدة (58) - أوزبكستان (9) - فنزويلا (79) - اليمن (1) - زامبيا (3) |

## الشعار
شعار الألعاب هو مزيج من عناصر الألعاب الأولمبية، والشعلة الأولمبية، والتواصل مع الصم، وطائر الدراج السامسوني، والزنبق التركي، والسلام والصداقة.

## التميمة
كُشف عن التميمة الرسمية لدورة الألعاب الأوليمبية الصيفية للصم 2017 في 13 يونيو 2017. وهي تمثل أحد الرجال المحليين الذين يرتدون الزي الإقليمي. اُختير اسم التميمة «تشاكر» (بالتركية: Çakır، حرفيًا "الأزرق الرمادي") بعد التصويت على الموقع الرسمي لدورة الألعاب الأوليمبية للصم.

## مسار الشعلة
حضرت شعلة الألعاب الأوليمبية للصم من لوزان بسويسرا إلى باتي بارك في سامسون مع البطل الأوليمبي التركي في المصارعة، طه أكغول. بدأ تتابع الشعلة بإضاءة شعلات الرياضيين الأتراك باعتبارهم «سفراء أوليمبيين»؛ لاعبا كرة القدم غوكهان غونول وصبري صاري أوغلي، وحاملة الرقم القياسي العالمي في الغوص شاهيكا إركومان ومقدمة البرامج التلفزيونية إيجة وهاب أوغلو. بقيادة وزير الشباب والرياضة عاكف شاغاتاي كلتش، وساروا إلى صالة مصطفى داغستانلي الرياضية، حيث سلموا الشعلة إلى رئيس بلدية سامسون الكبرى، يوسف ضياء يلماز.

## جدول المنافسات
يعتمد هذا الجدول على الجدول الزمني الذي أصدره الموقع الرسمي للألعاب.
جميع التواريخ بتوقيت تركيا (ت ع م+03:00)
| ح.ف | حفل الافتتاح | ● | مسابقات المنافسة | 1 | منافسات الميدالية الذهبية | ح.خ | حفل الختام |

| يوليو                      | يوليو                      | 18 الثلاثاء | 19 الأربعاء | 20 الخميس | 21 الجمعة | 22 السبت | 23 الأحد | 24 الاثنين | 25 الثلاثاء | 26 الأربعاء | 27 الخميس | 28 الجمعة | 29 السبت | 30 الأحد | المنافسات      |
| -------------------------- | -------------------------- | ----------- | ----------- | --------- | --------- | -------- | -------- | ---------- | ----------- | ----------- | --------- | --------- | -------- | -------- | -------------- |
| المراسم                    | المراسم                    | ح.ف         |             |           |           |          |          |            |             |             |           |           |          | ح.خ      | —              |
| ألعاب القوى                | ألعاب القوى                |             |             |           |           |          | 4        | 8          | 7           | 3           | 5         | 6         | 10       |          | 43             |
| كرة الريشة                 | كرة الريشة                 |             | ●           | ●         | 1         |          | ●        | ●          | ●           | ●           | ●         | 5         |          |          | 6              |
| كرة السلة                  | كرة السلة                  |             | ●           | ●         | ●         | ●        | ●        | ●          | ●           | ●           | ●         |           | 2        |          | 2              |
| البولينغ                   | البولينغ                   |             |             | 1         | 1         | 1        | 1        | 1          | 1           |             | 1         | 1         | 4        |          | 12             |
| ركوب الدراجات              | ركوب الدراجات على الطرق    |             | 2           |           | 2         |          | 2        |            | 2           |             |           |           |          |          | 10             |
| ركوب الدراجات              | ركوب الدراجات الجبلية      |             |             |           |           |          |          | 2          |             |             |           |           |          |          | 10             |
| كرة القدم                  | كرة القدم                  | ●           | ●           | ●         | ●         | ●        | ●        | ●          | ●           | ●           | ●         | ●         | ●        | 2        | 2              |
| الجولف                     | الجولف                     |             |             |           | ●         | ●        | ●        | ●          | ●           | 2           |           |           |          |          | 2              |
| كرة اليد                   | كرة اليد                   |             |             | ●         |           | ●        |          | ●          |             | ●           | ●         | 1         |          |          | 1              |
| الجودو                     | الجودو                     |             |             | 7         | 8         | 2        |          |            |             |             |           |           |          |          | 17             |
| الكاراتيه                  | الكاراتيه                  |             |             |           |           |          |          | 8          | 6           | 4           |           |           |          |          | 18             |
| السباق الموجه              | السباق الموجه              |             |             |           | 2         |          | 1        |            | 2           |             | 2         |           | 2        |          | 9              |
| الرماية                    | الرماية                    |             | 1           | 1         | 1         | 2        | 1        | 1          | 1           | 2           | 1         | 1         |          |          | 12             |
| السباحة                    | السباحة                    |             |             | 7         | 6         | 7        |          | 6          | 7           | 7           |           |           |          |          | 40             |
| كرة الطاولة                | كرة الطاولة                |             |             | ●         | 2         |          | 1        | 2          | ●           | ●           | 2         |           |          |          | 7              |
| التايكوندو                 | التايكوندو                 |             |             |           |           |          |          |            |             |             |           | 5         | 4        | 4        | 13             |
| التنس                      | التنس                      |             | ●           | ●         | ●         | ●        | ●        | ●          | ●           | ●           | 3         | 2         |          |          | 5              |
| كرة الطائرة                | الشاطئية                   |             |             | ●         | ●         | ●        | ●        | ●          | ●           | ●           | ●         |           | 2        |          | 4              |
| كرة الطائرة                | داخل الصالات               |             | ●           | ●         | ●         | ●        | ●        |            | ●           | ●           | ●         | 2         |          |          | 4              |
| المصارعة                   | المصارعة                   |             |             |           | 4         | 4        |          |            | 4           | 4           |           |           |          |          | 16             |
| منافسات الميداليات اليومية | منافسات الميداليات اليومية |             | 3           | 16        | 27        | 16       | 10       | 28         | 30          | 22          | 14        | 23        | 24       | 6        | 219            |
| المجموع التراكمي           | المجموع التراكمي           |             | 3           | 19        | 46        | 62       | 72       | 100        | 130         | 152         | 166       | 189       | 213      | 219      | 219            |
| يوليو                      | يوليو                      | 18 الثلاثاء | 19 الأربعاء | 20 الخميس | 21 الجمعة | 22 السبت | 23 الأحد | 24 الاثنين | 25 الثلاثاء | 26 الأربعاء | 27 الخميس | 28 الجمعة | 29 السبت | 30 الأحد | مجمل المنافسات |

## الميداليات
هذا هو جدول عدد الميداليات في دورة الألعاب الأولمبية الصيفية للصم 2017، استناداً إلى إحصاء اللجنة الأولمبية الدولية. تصنف هذه التصنيفات حسب عدد الميداليات الذهبية التي حصلت عليها إحدى الاتحادات الرياضية الوطنية للصم. يؤخذ عدد الميداليات الفضية بعين الاعتبار بعد ذلك ثم عدد الميداليات البرونزية. إذا ظلت البلدان متعادلة بعد ما سبق، يمنح ترتيب متساوٍ وتدرج أبجدياً حسب رمز الدولة للجنة الأولمبية الدولية. على الرغم من أن هذه المعلومات مقدمة من اللجنة الأولمبية الدولية، فإن الاتحاد الدولي للصم نفسه لا يعترف بأي نظام تصنيف أو يؤيده.
جدول الميداليات النهائي:
  *   البلد المضيف ( تركيا)
| المرتبة | اللجنة البارالمبية الوطنية | ذهبية | فضية | برونزية | المجموع |
| ------- | -------------------------- | ----- | ---- | ------- | ------- |
| 1       | روسيا (RUS)                | 85    | 53   | 61      | 199     |
| 2       | أوكرانيا (UKR)             | 21    | 42   | 36      | 99      |
| 3       | كوريا الجنوبية (KOR)       | 18    | 20   | 14      | 52      |
| 4       | تركيا (TUR)*               | 17    | 7    | 22      | 46      |
| 5       | الصين (CHN)                | 14    | 9    | 11      | 34      |
| 6       | اليابان (JPN)              | 6     | 9    | 12      | 27      |
| 7       | إيران (IRI)                | 5     | 9    | 20      | 34      |
| 8       | فنزويلا (VEN)              | 5     | 5    | 8       | 18      |
| 9       | كينيا (KEN)                | 5     | 5    | 6       | 16      |
| 10      | الولايات المتحدة (USA)     | 5     | 3    | 8       | 16      |
| 11      | بيلاروس (BLR)              | 4     | 9    | 3       | 16      |
| 12      | تايبيه الصينية (TPE)       | 4     | 5    | 8       | 17      |
| 13      | ألمانيا (GER)              | 4     | 5    | 3       | 12      |
| 14      | بريطانيا العظمى (GBR)      | 3     | 1    | 5       | 9       |
| 15      | سلوفاكيا (SVK)             | 2     | 2    | 2       | 6       |
| 16      | اليونان (GRE)              | 2     | 1    | 2       | 5       |
| 17      | كوبا (CUB)                 | 2     | 1    | 0       | 3       |
| 18      | جمهورية التشيك (CZE)       | 2     | 0    | 2       | 4       |
| 19      | تايلاند (THA)              | 2     | 0    | 0       | 2       |
| 20      | ليتوانيا (LTU)             | 1     | 5    | 7       | 13      |
| 21      | إيطاليا (ITA)              | 1     | 3    | 8       | 12      |
| 22      | بولندا (POL)               | 1     | 3    | 7       | 11      |
| 23      | كرواتيا (CRO)              | 1     | 3    | 2       | 6       |
| 24      | فرنسا (FRA)                | 1     | 2    | 6       | 9       |
| 25      | كازاخستان (KAZ)            | 1     | 1    | 5       | 7       |
| 26      | الهند (IND)                | 1     | 1    | 3       | 5       |
| 27      | سويسرا (SUI)               | 1     | 1    | 0       | 2       |
| 28      | البرازيل (BRA)             | 1     | 0    | 4       | 5       |
| 29      | النرويج (NOR)              | 1     | 0    | 1       | 2       |
| 29      | سنغافورة (SGP)             | 1     | 0    | 1       | 2       |
| 31      | المكسيك (MEX)              | 1     | 0    | 0       | 1       |
| 31      | لاتفيا (LAT)               | 1     | 0    | 0       | 1       |
| 33      | منغوليا (MGL)              | 0     | 4    | 5       | 9       |
| 34      | جورجيا (GEO)               | 0     | 2    | 1       | 3       |
| 35      | جنوب إفريقيا (RSA)         | 0     | 2    | 0       | 2       |
| 36      | أرمينيا (ARM)              | 0     | 1    | 4       | 5       |
| 37      | إندونيسيا (INA)            | 0     | 1    | 1       | 2       |
| 37      | البرتغال (POR)             | 0     | 1    | 1       | 2       |
| 39      | الإكوادور (ECU)            | 0     | 1    | 0       | 1       |
| 39      | السويد (SWE)               | 0     | 1    | 0       | 1       |
| 39      | ماليزيا (MAS)              | 0     | 1    | 0       | 1       |
| 42      | قيرغيزستان (KGZ)           | 0     | 0    | 4       | 4       |
| 43      | بلغاريا (BUL)              | 0     | 0    | 3       | 3       |
| 44      | إسبانيا (ESP)              | 0     | 0    | 1       | 1       |
| 44      | إستونيا (EST)              | 0     | 0    | 1       | 1       |
| 44      | إسرائيل (ISR)              | 0     | 0    | 1       | 1       |
| 44      | المجر (HUN)                | 0     | 0    | 1       | 1       |
| 44      | النمسا (AUT)               | 0     | 0    | 1       | 1       |
| 44      | فنلندا (FIN)               | 0     | 0    | 1       | 1       |
| 44      | مصر (EGY)                  | 0     | 0    | 1       | 1       |
| 44      | هولندا (NED)               | 0     | 0    | 1       | 1       |
| المجموع | المجموع                    | 219   | 219  | 294     | 732     |